# Boronia
Boronia es un género de plantas con flores con 207 especies, perteneciente a la familia Rutaceae. Son nativos de Australia donde crece en selvas abiertas y en los bosques.
Son pequeños arbustos o subarbustos perennes con las flores en grupos terminales tienen 1-2 cm de diámetro con cinco pétalos de color rosa o púrpura.
Las especies de Boronia generalmente se encuentran en bosques tanto cerrados como abiertos. Muy raramente se pueden encontrar en selva y en zonas áridas, aunque algunas especies raras se han descrito recientemente en el noroeste de Western Australia.

## Especies seleccionadas
- Boronia acanthoclada
- Boronia adamsiana
- Boronia affinis
- Boronia alata
- Boronia albiflora
- Boronia algida
- Boronia clavata
- Boronia falcifolia
- Boronia fraseri
- Boronia imlayensis
- Boronia ledifolia
- Boronia megastigma
- Boronia microphylla
- Boronia mollis
- Boronia ovata
- Boronia pinnata
- Boronia safrolifera
- Boronia serrulata

## Taxonomía
Este género fue descrito por vez primera por James Edward Smith en 1798. La especie tipo fue una vez descrita como el género Cyanothamnus por John Lindley, en  su obra A Sketch of the Vegetation of the Swan River Colony, más tarde fue adscrita a una sección del mismo nombre en este género.

## Cultivo y utilidad
Las especies de Boronia son conocidas por sus perfumadas flores, especialmente B. megastigma. Desafortunadamente, tiene dificultad para ser cultivadas. Todas las especies requieren un buen drenaje y una ubicación parcialmente sombreada.